# Trunk
Trunk (románul Galbeni) település Romániában, Bákó megyében.

## Fekvése
Bákótól 15 km-re délre, a Szeret folyó jobb partján fekszik, Bogdánfalva és Ferdinándújfalu között. Román nevének jelentése: sárga (a folyóparti talajból származóan). A községközpont régebben Bogdánfalva (Valea Seacă) volt. Az első világháború után alakult ki Ferdinánd Satul Nou (Újfalu) néven, 1948 óta Nicolau Bălcescu.

## Története
Nevének eredete ismeretlen. Feltehetően 'fatörzs' jelentésű, és a finn runko és a lapp rungo származéka.
Első említése 1698. február 17. (egy földterület eladási iratai közt). A település első világháborús halottai: Ghiurca Giurgi, Dogaru Peter, Sărăţeanu Ianoş, Văcaru Ștefan, Duma Martin; a második világháborúsak: Sabau Ianoş, Pista Michai, Ștefan Michai, Ghiurca Ianoş, Bejan Martin-Michai, Dogaru Ioje, Rupi Martin.
Az összehasonlítás kedvéért néhány név a Domokos Pál Péter által összeírt 139 közül (a bogdánfalvi eklézsia adataira támaszkodva, amely 577 fő katolikus magyarról tud, 1931): Szabó János, Pista Mihály, Gyurka Mihály, Bezsán Antal, Dogár Józsi, Rupi Józsi
Egy Trunkon felgyűjtött eredetmonda:
„Elmaradtunk a szekerektől. Úgy tudjuk az öregektű, hogy mü csángók vagyunk. Bákó környékibe, hogy a magyarok jöttek napjövetről, s mentek napszentületre, s jöttek átul a Szereten, s mük azok vagyunk, melyiknek elmaradtunk a szekértől, nem birtunk menni. Mük onnat tőllik vagyunk elmaradva, s ott kaptunk helyet, s azokból húzódtunk, úgy tudjuk.”
Trunk – Bosnyák Sándor: Csángó eredet. Örökség, 1993. 2. sz.

## Lakossága
A település lakosságának szinte teljes egészét moldvai csángók alkotják, akik a déli csángó népcsoporthoz tartoznak. A magyar nyelv olyan változatát beszélik, amely feltehetően kapcsolatban áll a mezőségi vagy a Felső-Tisza menti középkori magyar nyelvjárásokkal. Ez az ősi moldvai csángó dialektus. Ma ez a magyar nyelv egyetlen teljesen önállóan fejlődött dialektusa, amely már akár külön regionális nyelvnek is tekinthető. A középkori nyelvi formákat őrzi, a román nyelvből való átvételek csupán lexikális jellegűek. Jellemző rá az s hangnak a sajátos realizációja („sziszegő beszéd”), amelyet talán a finn s-hez lehetne hasonlítani. Mindemellett a sziszegő s és az sz külön hangértékkel bír beszédükben. Másik jellegzetesség a dzs fonéma megléte (dzsermek – gyermek, dzsió – dió, medzs – megy). Beszédük azért érthető nehezen még a románul tudó magyarok számára is, mert nagyszámban használnak archaizmusokat vagy sajátos csángó (nem román eredetű) szavakat, például filjesz: nyúl, hét: mikor, ahét: amikor régen, bücsü: becsület, csúkmony: tojás, eszüdni: hozzáérteni, jü: ő, külpis, külbécs: csiga , csánni: csinálni stb. A magyarul beszélő déli csángók száma kb. 10-13 000. Más falvakkal ellentétben Trunkon még nem tapasztalható nagyfokú nyelvi egységesülés a székelyes csángó nyelvjárás javára.
A déli csángók néprajzi és kulturális értékei révén az egyik leggazdagabb, legsokoldalúbb és legjobban dokumentált csángó település Moldvában.
Trunkon számtalan híres és sokak által szeretett népdalt gyűjtöttek.
Domokos Pál Péter „ A moldvai magyarság” című munkájában sok adatot közöl Trunkról, s a falu gazdag hagyományai miatt gyűjtőútjainak jelentős részét is innen szervezi: „Rövid búcsúzkodás után Újfalun át Pokolpatak és Csernátfalu mellett megyünk haza, Trunk felé.”- Domokos Pál Péter: A moldvai magyarság.
Szintén Trunkon született mű: Péter Gergely kántor levele Krywald Ottóhoz, a Szent László Társulat alelnökéhez a csángók helyzetéről.
A moldvai mindennapok hű leírásaiból az alábbiak is trunkiaktól származnak:
- Kendertermesztés Trunkon (Magyari Antalné elmondása szerint)
- Lakodalom Trunkon (Szabó Ferenc leírása szerint)
- A halászás módja a Szeret és a Beszterce folyók össze gyűlésénél Trunkban (Szabó Ferenc leírása szerint)
A különösen gazdag néprajzi kincsek meglétét és beágyazottságát jelzik még a második világháború (második nagy verekedés) utáni művek is:
JAGAMAS János: Szemelvény Trunk népzenéjéből. In: A népzene mikrokozmoszában 208- 227. Bukarest, 1984.; illetve Kallós Zoltán gyűjtései és Kós Károly kutatásai.
1929-ben Domokos Pál Péter felmérése szerint kb. magyar 3000 lakosa volt.
Népzenei kutatások úgy zeneileg, mint szóhasználat tekintetében aldialektusként értelmezi a trunki népzenét.
Az 1950-es évekig az itteni lakosság viszonylag szabadon ápolhatta hagyományait (a templomokban már ezelőtt is tiltott volt a magyar nyelv használata), azonban a kommunizmus idején betiltották a magyar nyelv oktatását, elkezdődött az erőszakos asszimiláció.
A rendszerváltás után, 2001-ben a hivatalok erős ellenállása ellenére sikerült kiharcolni a magyar nyelv oktatásának engedélyét. Azóta mintegy 50 – 70 gyerek számára tartanak magyarórákat a helyi állami iskolában, illetve a délutáni foglalkozásokat az úgynevezett "Magyar Házban".
Trunkon 2016 óta főállású, helyi születésű hagyományőrző is dolgozik a még fellelhető néphagyományok, és a különleges nyelvjárás megőrzésén.Munkáját a Moldvai Csángómagyarok Szövetségének keretein belül végzi, amit a magyarországi bejegyzésű Moldvai Magyarságért Alapítvány támogat.
A falu híres szülöttei:
A csodadoktorként is elhíresült Benedek Márton (1931– 1986) trunki születésű orvos, felszentelt pap. A szekuritáté zaklatásai és kínzásai miatt veszítette életét 1986. 07. 12-én. Halála után spontán népi vallásos mozgalom alakult ki a csángó-magyarok között, mely a legnagyobb rendszerellenes csángó megmozdulásként vonult be a történelembe. Még messzi falvakból is elzarándokoltak sírjához és a szülőháza előtti kúthoz a katolikus hívek, kiket az akkori román titkosszolgálat folyamatos üldözése sem tántoríthatott el ettől. A rendszerváltozás után a fiatal román katolikus egyház kiemelt figyelemben részesítette ezt a mozgalmat, így nem lehetetlen, hogy a trunki születésű Benedek Márton lesz a román katolikus egyház első szentté avatottja. http://lexikon.adatbank.ro/tematikus/szocikk.php?id=98
Kútja a néphagyomány szerint halála után rózsaillatúvá változott. Csodálatos gyógyulásokat tulajdonítottak neki. A gyógyhatás és a rózsaillat sírjának lebetonozásakor szűnt meg.
Sírja a trunki temetőben található, szülőháza ma emlékhely, mely látogatható.
A település másik jelenkori híressége Róka Mihály hagyományőrző, népdalénekes. Szép sziszegő hangjával számtalanszor elkápráztatta a népzene iránt fogékony füleket, s életművére nem csak Trunk közössége, hanem a teljes moldvai csángó népesség büszke lehet. http://etnofon.hu/
A trunki népművészet méltó jelen kori folytatója a 2016-os Fölszállott a Páva felfedezettje: Gyúr Gabriella, aki egyenesen az Ezüst-Páva díjig énekelte fel magát a megmérettetésben: https://www.mediaklikk.hu/crew/ghiur-apistoaei-diana-gabriella/
A trunkiak csángó-magyarsága erős gyökérrel, mélyen rögzült a Szeret folyó „martján”. Identitásukat, önazonosságukat azonban a felületes szemlélő ritkán érti meg. Számukra a románság, a román önazonosság természetes, elfogadott velejárója a mindennapoknak.

## Néphagyomány
Trunk az egyik leggazdagabb néphagyományokkal rendelkező csángó település.
A néphagyomány nagyon jól levezethető a népdalokból. Trunkon például mindkét házasfelet feleség-nek nevezik. egy dal:
Tavaszi szél utat száraszt (Jagamas János és Faragó József gyűjtése)
Tavaszi szél utat száraszt, S e hóból es vizet áraszt,
Minden madár párat választ, Minden madár párat választ.
Há én immán kit válasszak? Te ingemet s én tégedet.
Írok neked egy levelet, Kivel világból kimehetsz.
Íram, íram levelemet, Íram édesem keblére,
Hadd tegye bé kebelébe. Bár arról jussak eszébe.
A Zurgó együttes népzenei gyűjtés is a déli csángók területéről származik